# パレマルシェ神宮
パレマルシェ神宮（パレマルシェじんぐう）とは、愛知県名古屋市熱田区神宮3丁目にある名古屋鉄道（名鉄）神宮前駅に接続する駅ビル、およびそこでオークワが営業していた商業施設である。なお商業施設としての営業は2021年（令和3年）6月20日をもって終了し移転、その後同年8月2日より建物の解体が始められた（後述）。

## 概要
1983年（昭和58年）、名鉄神宮前百貨店として建設された。その後、名鉄パレ百貨店神宮に名称変更された。その後2005年（平成17年）に営業主体が株式会社パレ（2012年（平成24年）にオークワに吸収合併）に変更されることに伴い、名称も「パレマルシェ神宮」となった。
1階から5階からなるショッピング・ビルで、6階には名鉄カルチャースクール（旧：熱田の森文化センター）が併設されていた。

### 移転
名鉄は2018年（平成30年）3月26日に、神宮前駅の東口にて商業施設や住宅を開発し、その後西口も開発を行うことを発表した。
その後名鉄は2021年（令和3年）3月30日に、この新設される商業施設の名称をμPLAT神宮前とし同年7月開業予定であること、またそれまでのパレマルシェもこちらに移転することを発表した。
パレマルシェ部分の運営会社であるオークワは、パレマルシェ神宮店を2021年（令和3年）6月20日をもって閉店のうえ、移転開業を同年7月21日と発表した。なお店舗名も「パレマルシェ神宮店」から「パレマルシェ神宮前店」に変更されている。
なお当店については解体のうえ跡地を開発する方針であるとされ、矢作建設工業により2021年8月2日より2023年5月31日にかけて解体工事が行われる予定である。その後名鉄は、2023年8月29日に同所に新規に開業する商業施設の概要を発表、2024年6月3日に名称を「あつたnagAya」とし2024年9月1日より順次開業予定であることを発表した。

## その他
「パレマルシェ」の店舗が6階建てであるのは、西春店と並び最大であった。
熱田神宮参拝客の利便のため、正月は元日から営業していた。

## フロア
地上5階建ての建物。

### 1階
- パレマルシェ
- パレ・ベーカリー
- 和菓子・洋菓子店
- ゆうちょ銀行ATM
- 三菱UFJ銀行ATM（金山支店パレマルシェ神宮出張所）
- スターバックス

### 2階
催し物、カフェ、婦人衣料、美容室、雑貨

### 3階
神宮前駅連絡口、サービスカウンター（名鉄神宮前駅連絡口）、カフェ、婦人衣料、靴、アクセサリー、ネイルサロン、ドラッグストア（マツモトキヨシ）

### 4階
催事場、ベビー休憩室、紳士衣料、呉服、ギフト、婦人衣料、メガネ、呉服、書籍

### 5階
眼科、歯科クリニック、飲食店（杵屋など）、100円均一（ダイソー）、雑貨、ブティック、仏壇

## サービス・駐車場
駐車台数
全450台
サービス
年中無休（元日も営業）、マルシェ現金ポイントカード、マルシェCFクレジットカード、パレ直送便、純水サービス、電子マネーiD　楽天Edy　TOICA　PiTaPa　manacaでの決済。

## 周辺
- 熱田神宮
- 名古屋市教育センター
- 熱田郵便局
- 名古屋市熱田区役所
- 名古屋市熱田図書館

## 交通アクセス
- 名鉄名古屋本線・常滑線 神宮前駅すぐ。
  - 名鉄名古屋駅から名鉄線利用で7分前後。
- 名古屋市営地下鉄名城線 伝馬町駅北。
  - 隣の神宮西駅からだと南東になる。
- JR東海道本線 熱田駅南。
- 名古屋市営バス「神宮東門」停留所下車、徒歩ですぐ。
  - 駅の反対側に「名鉄神宮前」停留所もある。